# Psyrassa
Psyrassa es un género de escarabajos longicornios de la tribu Elaphidiini.

## Especies
- Psyrassa aliena (Linsley, 1934)
- Psyrassa androwi Wappes, Botero & Santos-Silva, 2018
- Psyrassa angelicae Toledo, 2006
- Psyrassa atkinsoni (Chemsak & Giesbert, 1986)
- Psyrassa audureaui Heffern, Botero & Santos-Silva, 2020
- Psyrassa auricomis (Chemsak & Linsley, 1963)
- Psyrassa basicornis Pascoe, 1866
- Psyrassa belangeri Santos-Silva, Botero & Le Tirant, 2018
- Psyrassa brevicornis Linsley, 1934
- Psyrassa castanea Bates, 1880
- Psyrassa cerina Toledo, 2006
- Psyrassa chamelae Toledo, 2006
- Psyrassa chemsaki Toledo, 2002
- Psyrassa chiapaneca (Giesbert, 1993)
- Psyrassa clavigera Toledo, 2006
- Psyrassa cribricollis (Bates, 1885)
- Psyrassa cylindricollis Linsley, 1935
- Psyrassa ebenina Linsley, 1935
- Psyrassa garciai Santos-Silva, Botero & Le Tirant, 2018
- Psyrassa graciliatra Toledo, 2006
- Psyrassa jaumei (Fisher, 1935)
- Psyrassa katsurae Chemsak & Noguera, 1993
- Psyrassa levicollis Chemsak & Noguera, 1993
- Psyrassa linsleyi (Chemsak & Giesbert, 1986)
- Psyrassa linsleyi Toledo, 2002
- Psyrassa lisitskyi Santos-Silva, Nascimento, Drumont & Kozlov, 2019
- Psyrassa ludmilakozlovae Santos-Silva, Botero & Taboada-Verona, 2017
- Psyrassa maesi Audureau, 2010
- Psyrassa megalops Chemsak & Noguera, 1993
- Psyrassa meridionalis Martins, 2005
- Psyrassa nigricornis Bates, 1892
- Psyrassa nigripes Linsley, 1935
- Psyrassa nigroaenea Bates, 1892
- Psyrassa oaxacae Toledo, 2002
- Psyrassa obscuriventris García & Santos-Silva, 2022
- Psyrassa ocularis García & Santos-Silva, 2022
- Psyrassa olegkozlovi Santos-Silva, Botero & Taboada-Verona, 2017
- Psyrassa pertenuis (Casey, 1924)
- Psyrassa proxima Toledo, 2006
- Psyrassa puncticollis (Chemsak & Linsley, 1963)
- Psyrassa rufescens Nonfried, 1894
- Psyrassa rufofemorata Linsley, 1935
- Psyrassa sallaei Bates, 1885
- Psyrassa sonorensis García & Santos-Silva, 2022
- Psyrassa sthenias Bates, 1892
- Psyrassa subglabra Linsley, 1935
- Psyrassa subpicea (White, 1853)
- Psyrassa testacea (Giesbert, 1993)
- Psyrassa testacea Linsley, 1935
- Psyrassa tympanophora Bates, 1885
- Psyrassa unicolor (Randall, 1838)
- Psyrassa unisucre Santos-Silva, Botero & Taboada-Verona, 2017
- Psyrassa vandenberghei Wappes, Botero & Santos-Silva, 2018
- Psyrassa vandevenderi Wappes, Botero & Santos-Silva, 2018
- Psyrassa wappesi García & Santos-Silva, 2022
- Psyrassa woodleyi Lingafelter, 2008
- Psyrassa xestioides (Bates, 1872)
- Psyrassa zacki Botero, Bezark & Santos-Silva, 2020